# Igreja da Póvoa de Santo Adrião
A Igreja da Póvoa de Santo Adrião, também designada por Igreja Paroquial da Póvoa de Santo Adrião e Igreja de Santo Adrião, é uma igreja situada na Póvoa de Santo Adrião, na freguesia de Póvoa de Santo Adrião e Olival Basto, no município de Odivelas, distrito de Lisboa.
Em estilo manuelino com portada característica e paíneis interiores da autoria de Pedro Alexandrino, a Igreja da Póvoa de Santo Adrião foi classificada como Monumento Nacional em 1970, tendo o seu pórtico manuelino recebido a mesma classificação em 1922.

## Descrição
Na fachada rasga-se um portal manuelino muito simples, de arco de carena. A porta lateral está datada de 1560. Num dos cunhais figura um relógio de sol de 1742.
O interior é de uma só nave, forrada de azulejos seiscentistas verdes e brancos, do tipo xadrez de dois padrões, e coberta por um tecto de masseira pintado.
Na capela-mor. do século XVIII, avulta uma grande tela representando a Ceia, assinada por Pedro Alexandrino e datada de 1802. Outras telas figurando os Doutores da Igreja são certamente da autoria do mesmo pintor. No altar está colocado um sacrário de talha dourada dos finais do século XVII.
Na nave do lado do Evangelho abre-se a capela de Santo António, cujas paredes são forradas de azulejos policromos do século XVII do tipo tapete. Orna o altar das Dores uma pintura representando o Calvário, dos séculos XVI-XVII. São também dignas de menção as pias de água benta e baptismal, quinhentistas, e a grade de ferro batido do púlpito.